# Ralph Bloet (Adliger, † um 1241)
Ralph Bloet (auch Ralph IV Bloet) († 1241 oder 1242) war ein anglonormannischer Adliger.

## Leben
Ralph Bloet entstammte der Familie Bloet, einer Familie des niederen Adels mit Besitzungen in Südwestengland und den Welsh Marches. Er war ein Sohn seines gleichnamigen Vaters Ralph III Bloet (Adliger, † 1199) und dessen Frau Nest. Nach dem Tod seines Vaters klagte seine Mutter erfolgreich gegen seinen Onkel Robert Bloet, der zunächst die Verwaltung des Erbes übernommen hatte, ein Wittum ein. Nachdem er volljährig geworden war, übernahm Ralph das Erbe seines Vaters. Als wichtigster Vasall der Herrschaft Striguil in Südostwales bezeugte er mehrere Urkunden von dessen Lord William Marshal, 1. Earl of Pembroke. Als dieser während des Ersten Kriegs der Barone von 1215 bis 1217 zu den wichtigsten Unterstützern der Krone gehörte, kämpfte auch Bloet für König Johann Ohneland und dessen Sohn Heinrich III. Als 1233 Richard Marshal, 3. Earl of Pembroke und Lord of Striguil gegen den König rebellierte, wurde Bloet der Unterstützung der Rebellen verdächtigt, weshalb seine englischen Güter beschlagnahmt wurden. Er erhielt sie jedoch rasch wieder zurück. Er starb Ende 1241 oder Anfang 1242. Bei seinem Tod waren seine Söhne noch minderjährig. Die Verwaltung der Besitzungen der Familie Bloet bis zur Volljährigkeit der Erben erhielt Walter Marshal, 5. Earl of Pembroke, der Herr von Striguil, der jedoch die Vormundschaft und das Recht, die Erben zu verheiraten, an Earl Simon de Montfort verkaufte.
Bloet hatte mehrere Söhne:
- William Bloet († zwischen 1287 und 1300)
- Ralph V Bloet († 1265 in der Schlacht von Evesham), Lord of Hinton Blewitt